# Nova Santa Rita
Nova Santa Rita es un municipio brasileño del estado de Rio Grande do Sul que pertenece a la microrregión de Porto Alegre.
El 11 de febrero de 1884, Justino de Souza Baptista y Rita Carolina Martins donaron un predio en el paraje llamado Picada do Vicente para construir una capilla. Rita pidió que la capilla fuera en honor a Rita de Casia.
El municipio tiene actividad agrícola, ganadera, textil y cementera. El Velopark de Nova Santa Rita es un complejo deportivo que abarca un autódromo, un picódromo y un kartódromo, que se usan en competiciones nacionales y estaduales.
Su población estimada para el año 2010 era de 22.454 habitantes.
Ocupa una superficie de 217,9 km².